# 浮石镇
浮石镇，是中华人民共和国广西壮族自治区柳州市融安县下辖的一个乡镇级行政单位。

## 行政区划
浮石镇下辖以下地区：
浮石社区、浮石村、隘口村、起西村、木瓜村、小律村、泉头村、东江村、六寮村、谏村、桥头村、鹭鹚州村和长龙村。